# Палата советников парламента Японии
Пала́та сове́тников Япо́нии (яп. 参議院, さんぎいん санги-ин) — верхняя палата Парламента Японии.

## История и полномочия Палаты советников
Палата советников была основана в 1947 году в связи с вступлением в силу новой Конституции Японии и созывом нового послевоенного двухпалатного Парламента. Палата стала формальным продолжением Палаты пэров Имперского Парламента Японии, основанной в 1890 году.
Статус и полномочия Палаты советников Японии определены действующей Конституцией и Законом о Парламенте 1947 года.
Палата советников Японии состоит из 242 депутатов, срок полномочий которых составляет 6 лет с условием переизбрания половины депутатов каждые 3 года (Конституция. Статья 46): из 121 депутатов 73 избираются от избирательных округов в 47 префектурах, а остальные 48 — от общенационального округа по пропорциональной системе. Избирательное право имеют японские граждане, достигшие 18 лет, а право быть избранными в Палату имеют японские граждане старше 30 лет.
Палата советников имеет меньше прав, чем нижняя Палата представителей японского Парламента: в случае отклонения Палатой советников законопроекта, постановления или проекта бюджета, который был принят в Палате представителей, последняя имеет все возможности для придания им законной силы (Конституция. Статьи 59, 60). Палата советников не подлежит роспуску, но прекращает свои заседания в случае роспуска Палаты представителей (Конституция. Статья 54).
Палата советников может временно исполнять роль Парламента Японии по требованию Кабинета министров Японии при отсутствии Палаты представителей, но с избранием последней постановления Палаты советников утрачивают силу (Конституция. Статья 54).
Все решения Палаты советников являются действительными, если они приняты не менее, чем третью присутствующих в зале заседаний депутатов Палаты (Конституция. Статья 56).
Палату возглавляет Президент Палаты советников и его заместитель. На их должности, как правило, назначаются депутат от партии или коалиции партий большинства и депутат от меньшинства, соответственно. В Палате действуют несколько комитетов, заданием которых является присмотр и оценка действий исполнительной власти.
Место заседаний Палаты советников находится в Зале заседаний Парламента Японии.

## Состав Палаты советников
По состоянию на 31 октября 2017 года:
| Фракция японское название                                         | Члены       | Члены       | Члены |
| ----------------------------------------------------------------- | ----------- | ----------- | ----- |
| Фракция японское название                                         | Конец срока | Конец срока | Всего |
| Фракция японское название                                         | 2022        | 2019        | Всего |
| ЛДП и Кокоро дзию: минсюто:・кокоро                               | 56          | 69          | 125   |
| Демпартия и Син Рёкуфукай минсинто:・син-рёкуфу: кай              | 29          | 18          | 47    |
| Комэйто                                                           | 14          | 11          | 25    |
| Коммунистическая партия нихон кё: санто:                          | 6           | 8           | 14    |
| Партия инноваций Ниппон исин-но кай                               | 6           | 5           | 11    |
| Коалиция либералов и социал-демократов Kibō no kai (jiyū, shamin) | 4           | 2           | 6     |
| Партия надежды кибо: но то:                                       | 0           | 3           | 3     |
| Клуб независимых Мусёдзоку курабу                                 | 0           | 2           | 2     |
| Ветер Окинавы Окинава-но кадзэ                                    | 1           | 1           | 2     |
| Глас народа кокумин-но коэ                                        | 2           | 0           | 2     |
| Неприсоединившееся к фракции                                      | 3           | 2           | 5     |
| Всего                                                             | 121         | 121         | 242   |